# ICD-10 챕터 VI: 신경계통의 질병
ICD-10 목록의 6번째 챕터이다. G00~G99까지를 포괄하며, 신경계통의 질병(Diseases of the nervous system)에 관한 것이다.

## G00-G99 - 신경계통의 질병

### (G00–G09) 중추신경계통의 염증성 질병
- (G00) 박테리아성 수막염, 다르게 분류되진 않음
- (G01) 달리 분류된 박테리아성 질병에서의 수막염
- (G02) 달리 분류된 기타 감염병 및 기생충병에서의 수막염, 다른 곳에 분류됨
- (G03) 기타 또는 명시되지 않는 원인으로 인한 수막염
- (G04) 뇌염, 척수염, 뇌척수염
- (G05) 달리 분류된 질병에서의 뇌염, 척수염, 뇌척수염
- (G06) 두개 내 및 척수 내의 농양 및 육아종
- (G07) 달리 분류된 질병에서의 두개 내 및 척수 내의 농양 및 육아종
- (G08) 두개 내 및 척수 내의 정맥염 및 혈전정맥염
- (G09) 중추신경계통의 염증성 질환의 후유증

### (G10–G13) 일차적으로 중추신경계통에 영향을 주는 전신 위축
- (G10) 헌팅턴병
- (G11) 유전성 운동실조
- (G12) 척수성 근위축증 및 관련 증후군
- (G13) 달리 분류된 질병에서의 일차적으로 중추신경계통에 영향을 주는 전신 위축

### (G20–G26) 추체외로 및 운동 장애
- (G20) 파킨슨병
- (G21) 부차적인 파킨슨 증후군
- (G22) 달리 분류된 질병에서의 파킨슨병
- (G23) 대뇌기저핵의 기타 퇴행성 질병
- (G24) 근육긴장이상
- (G25) 기타 추체외로 및 운동 장애
- (G26) 달리 분류된 질병에서의 추체외로 및 운동 장애

### (G30–G32) 신경계통의 기타 퇴행성 질병
- (G30) 알츠하이머병
- (G31) 신경계통의 기타 퇴행성 질병, 달리 분류되지 않음
- (G32) 달리 분류된 질병에서의 신경계통의 기타 퇴행성 질병

### (G35–G37) 중추신경계의탈수초 질환
- (G35) 다발성 경화증
- (G36) 기타 급성 다발성 탈수초
  - (G36.0) 시속신경척수염 (Devic)
  - (G36.1) 급성 또는 아급성의 출혈성 백색질뇌염 (Hurst)
  - (G36.8) 기타 특정 중추신경계의 탈수초 질환
  - (G36.9) 중추신경계의 탈수초 질환, 분류되지 않음
- (G37) 기타 중추신경계의 탈수초 질환

### (G40–G47) 우발성 및 발작성 장애

#### 발작
- (G40) 뇌전증
- (G41) 경련지속증

#### 두통
- (G42) 편두통
- (G43) 기타 두통 증후군

#### 뇌혈관 질환
- (G45) 일과성 뇌허혈 발작 및 관련 증후군
  - (G45.0) 척골뇌저동맥 순환부전
  - (G45.1) 경동맥 증후군 (반구형)
  - (G45.3) 일과성 흑내장
  - (G45.4) 일과성 건망증
- (G46) 뇌혈관 질환에서의 뇌의 혈관 증후군
  - (G46.0) 중간대뇌동맥 증후군
  - (G46.1) 앞대뇌동맥 증후군
  - (G46.2) 뒤대뇌동맥 증후군
  - (G46.3) 뇌간 뇌졸중 증후군
  - (G46.4) 소뇌 뇌졸중 증후군
  - (G46.5) 순수 운동성 열공 증후군
  - (G46.6) 순수 감각성 열공 증후군
  - (G46.7) 기타 열공 증후군
  - (G46.8) 기타 뇌혈관 질환에서의 뇌의 혈관 증후군

#### 수면장애
- (G47) 수면장애
- (G47.0) 입면 및 수면유지 장애 (불면증)
- (G47.1) 과다한 졸음 장애 (수면과다)
- (G47.2) 시차증을 포함한 활동일 주기 붕괴
- (G47.3) 수면 무호흡증
- (G47.4) 기면증 및 탈력 발작

### (G50–G59) 신경·신경근·신경총 장애
- (G50) 삼차신경 장애 (V)
  - (G50.0) 삼차신경통
- (G51) 안면신경 장애 (VII)
  - (G51.0) 구안괘사
    - 안면신경마비

  - (G51.4) 안면근잔떨림
- (G52) 뇌신경 장애
  - (G52.0) 후각신경 장애 (I)
  - (G52.1) 설인신경 장애 (IX)
  - (G52.2) 미주신경 장애 (X)
  - (G52.3) 설하신경 장애 (XII)
  - (G52.7) 다발성 뇌신경 장애
  - (G52.8) 기타 특정 뇌신경 장애
  - (G52.9) 뇌신경 장애, 분류되지 않음
- (G53) 달리 구분된 질병에서의 뇌신경 장애
- (G54) 신경근 및 신경총 장애
  - (G54.0) 상완 신경총 장애
    - 흉곽출구증후군

  - (G54.5) 신경통근위축증
  - (G54.6) 통증이 있는 환각지
  - (G54.7) 통증이 없는 환각지
- (G55) 달리 분류된 질병에서의 신경근 및 신경총 장애
- (G56) 상완의 말초신경증
- (G57) 하완의 말초신경증
- (G58) 기타 말초신경증
- (G59) 달리 분류된 질병에서의 말초신경증

### (G60–G64) 말초신경계의 다발신경증 및 기타 장애
- (G60) 유전성 및 특발성 신경증
  - (G60.0) 유전성 운동 및 감각 신경증
    - 샤르코 마리 투스 질환

  - (G60.1) 레프숨병
  - (G60.8) 기타 유전성 및 특발성 신경증
- (G61) 염증성 다발신경증
  - (G61.0) 길랭-바레 증후군
- (G62) 기타 다발신경증
  - (G62.0) 약물유발성 다발신경증
  - (G62.1) 알코올성 다발신경증

### (G70–G73) 근신경접합부 및 근육의 질병
- (G70) 중증 근무력증 및 기타 근신경 장애
  - (G70.0) 중증 근무력증
  - (G70.1) 독성 근신경 장애
  - (G70.2) 선천성 및 발달성 근무력증
- (G71) 근육의 원발성 장애
  - (G71.0) 근육퇴행위축
  - (G71.1) 근긴장성 장애
    - 근긴장성 영양증
    - 선천성 근강직증
    - 신경근긴장증
    - 선천성 이상근긴장증

  - (G71.2) 선천성 근질환
    - 중심핵병

  - (G71.3) 미토콘드리아성 근질환, 달리 분류되지 않음
- (G72) 달리 분류된 질병에서의 근신경접합부 및 근육의 질병

### (G80–G83) 뇌성마비 및 기타 마비성 증후군
- (G80) 뇌성마비
- (G81) 반신불수
- (G82) 하반신마비 및 사지마비
- (G83) 기타 마비성 증후군

### (G90–G99) 신경계통의 기타 장애
- (G90) 자율신경계 장애
  - (G90.0) 특발성 자율신경계 장애
  - (G90.1) 가족성 자율신경이상증
  - (G90.2) 호너 증후군
  - (G90.3) 다계통 위축증
- (G91) 수두증
- (G92) 독성 뇌병증
- (G93) 뇌의 기타 장애
  - (G93.0) 뇌낭포
  - (G93.2) 특발성 두개내압 항진증
  - (G93.4) 뇌병증, 달리 분류되지 않음
  - (G93.5) 뇌압박
  - (G93.6) 뇌수종
  - (G93.7) 라이 증후군
- (G96) 중추신경계의 기타 장애
- (G97) 신경계의 처치후 장애, 달리 분류되지 않음
- (G98) 신경계통의 기타 질병, 달리 분류되지 않음
- (G99) 달리 분류된 질병에서의 신경계통의 기타 질병

## 같이 보기
- ICD-10
- 신경계통